# Jean-Marc Lebon
Jean-Marc Lebon is een Belgisch voormalig bowler.

## Levensloop
Lebon behoorde tot het 'team of five' (voorts samengesteld uit Roger Pieters, Gery Verbruggen, Yves Van Eijken, Yves Van Damme en Peter Boone) dat brons won op de Europese kampioenschappen van 1993 te Malmö.